# 서부붉은숲쥐
서부붉은숲쥐 또는 램버튼붉은숲쥐(Nesomys lambertoni)는 붉은숲쥐과에 속하는 설치류의 일종이다. 마다가스카르섬의 토착종이다.

## 특징
대형 설치류로 몸통 길이가 189~227mm이고 꼬리 길이는 160~191mm이다. 발 길이는 45~51mm이고 몸무게는 최대 243g이다. 등쪽 털은 짙은 적갈색이지만 배 쪽은 좀더 밝은 색을 띤다.

## 생태
땅 위에서 주로 생활하는 육상성 동물로 작은 석회암 지층을 오른다. 먹이는 식물 씨앗이다.

## 분포 및 서식지
마다가스카르섬 서부 지역의 토착종으로 북쪽 마인티라노 지역부터 남쪽 마난볼로강까지 분포한다. 표본은 안트살로바 남쪽 친지 데 베마라하 자연보호구역에서 포획되었다. 카르스트 지대의 탈락성 숲에서 서식한다.